# Renault DeZir
La Renault DeZir è una concept car elettrica prodotta dalla casa automobilistica francese Renault e presentata al salone dell'automobile di Parigi nel 2010.
Il nome DeZir è un gioco di parole che combina "desir", termine francese per "desiderio", con "Z.E.", l'acronimo utilizzato da Renault per le sue auto elettriche, che significa Zero Emissions.

## Contesto
Questa concept car è il primo progetto di Laurens van den Acker, come nuovo responsabile del design Renault. Secondo Renault, la DeZir "definisce le basi per la progettazione dei futuri veicoli del marchio".
Nel 2010, Laurens van den Acker creò sei concept car (DeZir, R-Space, Captur, Frendzy, Twin'Run e Initiale Paris) traendo ispirazione dal "ciclo della vita umana", dalle sue fasi e dai sei pilastri su cui si basa: amore, esplorazione, famiglia, lavoro, tempo libero, e sulla saggezza che deriva dall’esperienza. Questi concetti sono poi stati tradotti simbolicamente nell’immagine di un fiore a sei petali. La DeZir rappresenta il primo petalo di questo fiore, quello dedicato all'amore e ha ispirato tutte le auto della casa francese arrivate nel decennio successivo: le nuove generazioni di Renault Clio, Captur, Mégane, Scénic, Kadjar, Talisman ed Espace.
In occasione del salone dell’automobile di Parigi 2016, Renault presentò la TreZor, una granturismo elettrica che, come fu per la DeZir, segnò l’inizio di un nuovo ciclo di design per il marchio francese. Inoltre, inaugurava una nuova serie di sei concept car e corrispondeva al petalo ”Amore", come la DeZir sei anni prima. Esiste dunque un collegamento tra le due concept car.
La scocca della DeZir, disegnata dal designer Yann Jarsalle, si basa su un telaio tubolare in acciaio dello stesso tipo di quello della Mégane Trophy ed è realizzata in kevlar per alleggerire l'auto. Il veicolo è alimentato da un motore elettrico in posizione centrale con una potenza di 110 kW (150 CV) e 226 Nm di coppia, messo in funzione da una batteria agli ioni di litio da 24 kWh alloggiata dietro i due soli sedili, che consente di ottenere un'autonomia di 160 km e una velocità massima di 180 km/h.

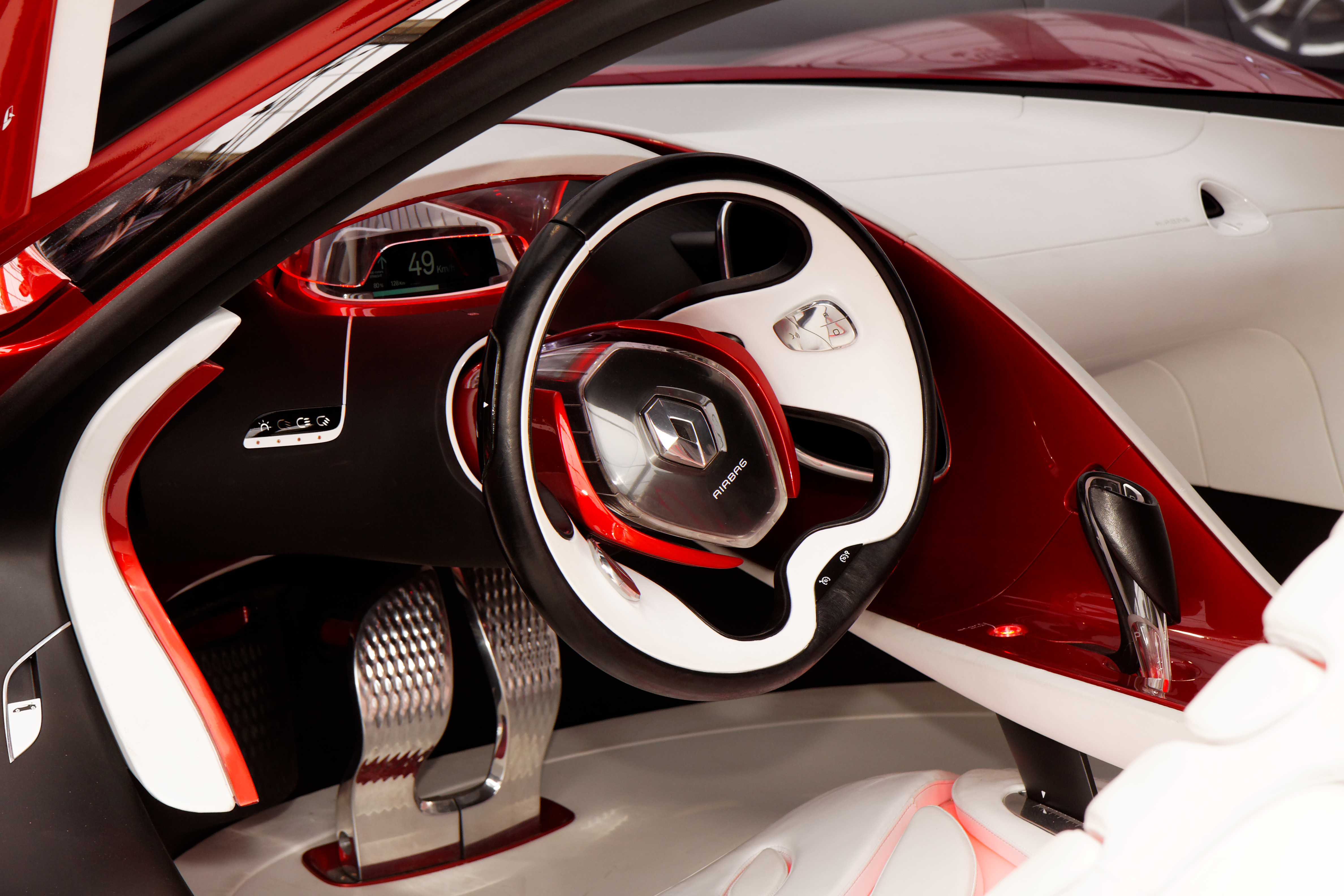
Interni

È possibile ricaricare il veicolo in tre modalità differenti. La prima è la modalità standard, che utilizza una presa domestica comune e richiede circa 8 ore per una ricarica completa. La seconda è la modalità rapida, che sfrutta una presa trifase a 400 V, permettendo di raggiungere l'80% della carica in soli 20 minuti. Infine, c'è la possibilità di sostituire la batteria grazie alla tecnologia Quick Drop di Renault, offrendo un'alternativa veloce e pratica alle altre due modalità di ricarica.
Renault ha affidato all'IRCAM (Institut de Recherche et Coordination Acoustique/Musique) l'acustica dei suoi futuri veicoli elettrici.

## Stile
Questa coupé compatta, lunga 4,22 metri, presenta linee più morbide e arrotondate rispetto ai modelli Renault precedenti. Risaltano i passaruota curvi, il cofano levigato e la fiancata, che appare dinamica e dà all'auto un senso di movimento. Colpiscono anche i cerchi da 21 pollici e il fregio dietro le portiere a farfalla, che si aprono verso l'alto. La DeZir pesa solo 830 kg ed è estremamente efficiente dal punto di vista aerodinamico, con un coefficiente di resistenza di appena 0,25.
È dotata di due telecamere per la retromarcia per offrire una visione panoramica durante la manovra. I colori sportivi di questa concept car (bianco e rosso passione) ne sottolineano la sportività. Il rivestimento interno della DeZir è in pelle bianca.